# Marija Korobizkaja
Marija Andrejewna Korobizkaja (russisch Мари́я Андре́евна Короби́цкая; engl. Transkription Mariya Korobitskaya; * 10. Mai 1990 in Frunse, Kirgisische SSR, UdSSR) ist eine kirgisische Leichtathletin, die sich auf den Langstreckenlauf spezialisiert hat.

## Sportliche Laufbahn
Erste internationale Erfahrungen sammelte Marija Korobizkaja im Jahr 2013, als sie bei den Asienmeisterschaften in Pune mit 16:58,53 min auf den 13. Platz im 5000-Meter-Lauf gelangte. 2016 startete sie im Marathon bei den Olympischen Sommerspielen in Rio de Janeiro und lief dort nach 2:47:53 h auf dem 94. Platz ein. Bei den Marathon-Asienmeisterschaften 2017 in Dongguan belegte sie in 2:34:50 h den fünften Platz und im Jahr darauf kam sie bei den Asienspielen in Jakarta nicht ins Ziel, wie auch bei den Weltmeisterschaften 2019 in Doha. Anschließend gelangte sie bei den Marathon-Asienmeisterschaften in Dongguan nach 2:58:27 h auf Rang zwölf. 2022 kam sie bei den Islamic Solidarity Games in Konya über 10.000 Meter nicht ins Ziel und im Jahr darauf belegte sie bei den Asienspielen in Hangzhou in 35:03,85 min den fünften Platz. 2024 gelangte sie bei den Hallenasienmeisterschaften in Teheran mit 9:39,81 min auf den vierten Platz im 3000-Meter-Lauf.

## Persönliche Bestleistungen
- 3000 Meter: 9:39,62 min, 15. Januar 2021 in Bischkek
- 5000 Meter: 16:29,22 min, 13. Juni 2021 in Bischkek
- 10.000 Meter: 33:52,07 min, 12. Juni 2021 Bischkek
- Halbmarathon: 1:14:46 h, 26. März 2016 in Cardiff
- Marathon: 2:30:40 h, 20. Oktober 2019 in Amsterdam